# 洛伦佐·雷斯庇基
伦佐·雷斯庇基（義大利語：Lorenzo Respighi；1824年10月7日—1889年12月10日），是一位意大利数学家和自然哲学家。出生在皮亚琴察省科尔泰马焦雷市，先后在帕尔马和博洛尼亚大学学习数学和自然哲学，1845年在博洛尼亚大学取得了学士学位。
从1855年至1864年，他成为博洛尼亚天文观测站台长，在这期间，他发现了#1862 IV、#1863 III和 #1863 V三颗彗星。1865年，他被提名为罗马卡比托利欧山天文观测站台长。
月球上雷斯庇基环形山就是以他的名字命名的。

## 资料来源
- . . New York: Robert Appleton Company. 1913.